# Јохан Андерсон (програмер)
Јохан Андерсон (рођен 28. августа 1974. године) је главни програмер игара компаније Paradox Interactive, шведске компаније која је направила серијале игара Europa Universalis, Crusader Kings и Hearts of Iron. Има готово култни статус међу фановима игара ове компаније, највише захваљујући његовој вештини у прављењу игара и редовном издавању печева за игре који излазе у складу са жељама играча. 